# Coupe du monde de saut à ski 2017-2018
Navigation
2016-2017 2018-2019
La coupe du monde de saut à ski 2017-2018 est la 39e édition de la coupe du monde de saut à ski pour les messieurs et la 7e saison pour les dames, compétition de saut à ski organisée annuellement.
La saison sera entravée par les Championnats du monde de vol à ski qui se déroule 19 janvier 2018 au 21 janvier 2018 à Oberstdorf mais également par les Jeux olympiques qui se déroulent du 9 février 2018 au 25 février 2018 à Pyeongchang. 
La seconde édition du Raw Air en Norvège aura lieu du 9 au 18 mars.
La première édition du Willingen Five aura lieu à Willingen du 2 au 4 février. Egalement cette saison voit apparaitre une nouvelle compétition, le Planica7 qui se déroule du 22 au 25 mars 2018
L'Autrichien Stefan Kraft est le tenant du titre.

## Programme de la saison
Hommes
31 épreuves sont prévues, dont 8 par équipes à travers 17 étapes, toutes en Europe.
| \| Ruka Lahti Titisee-Neustadt Nijni Taguil Engelberg Oberstdorf Garmisch Innsbruck Bischofshofen Wisla Zakopane Willingen Oslo Lillehammer Trondheim Vikersund Planica \| Les sites des compétitions en Europe |
| Ruka Lahti Titisee-Neustadt Nijni Taguil Engelberg Oberstdorf Garmisch Innsbruck Bischofshofen Wisla Zakopane Willingen Oslo Lillehammer Trondheim Vikersund Planica                                            |

| Ruka Lahti Titisee-Neustadt Nijni Taguil Engelberg Oberstdorf Garmisch Innsbruck Bischofshofen Wisla Zakopane Willingen Oslo Lillehammer Trondheim Vikersund Planica |

Femmes
19 épreuves sont prévues au cours de cette saison à travers 9 sites de compétition. 
| \| Lillehammer Hinzenbach Hinterzarten Oberstdorf Ljubno Râșnov Oslo \| Sites des compétitions en Europe |
| Lillehammer Hinzenbach Hinterzarten Oberstdorf Ljubno Râșnov Oslo                                        |

| \| Zao Sapporo \| Sites des compétitions au Japon |
| Zao Sapporo                                       |

## Attribution des points
Les manches de Coupe du monde donnent lieu à l'attribution de points, dont le total détermine le classement général de la Coupe du monde. 

Ces points sont attribués selon cette répartition :
| Place  | 1   | 2  | 3  | 4  | 5  | 6  | 7  | 8  | 9  | 10 | 11 | 12 | 13 | 14 | 15 | 16 | 17 | 18 | 19 | 20 | 21 | 22 | 23 | 24 | 25 | 26 | 27 | 28 | 29 | 30 |
| ------ | --- | -- | -- | -- | -- | -- | -- | -- | -- | -- | -- | -- | -- | -- | -- | -- | -- | -- | -- | -- | -- | -- | -- | -- | -- | -- | -- | -- | -- | -- |
| Points | 100 | 80 | 60 | 50 | 45 | 40 | 36 | 32 | 29 | 26 | 24 | 22 | 20 | 18 | 16 | 15 | 14 | 13 | 12 | 11 | 10 | 9  | 8  | 7  | 6  | 5  | 4  | 3  | 2  | 1  |

## Classements généraux

### Hommes
| Rang | Nom                  | Points |
| ---- | -------------------- | ------ |
| 1    | Kamil Stoch          | 1443   |
| 2    | Richard Freitag      | 1070   |
| 3    | Daniel-André Tande   | 985    |
| 4    | Stefan Kraft         | 881    |
| 5    | Robert Johansson     | 840    |
| 6    | Andreas Wellinger    | 828    |
| 7    | Johann André Forfang | 821    |
| 8    | Andreas Stjernen     | 665    |
| 9    | Dawid Kubacki        | 633    |
| 10   | Markus Eisenbichler  | 597    |

| Rang | Nom                  | Points |
| ---- | -------------------- | ------ |
| 1    | Andreas Stjernen     | 257    |
| 2    | Kamil Stoch          | 250    |
| 2    | Robert Johansson     | 250    |
| 4    | Stefan Kraft         | 214    |
| 5    | Daniel-André Tande   | 200    |
| 6    | Johann André Forfang | 142    |
| 7    | Richard Freitag      | 112    |
| 8    | Peter Prevc          | 106    |
| 9    | Noriaki Kasai        | 104    |
| 10   | Markus Eisenbichler  | 102    |

| Rang | Nation    | Points |
| ---- | --------- | ------ |
| 1    | Norvège   | 7149   |
| 2    | Allemagne | 5976   |
| 3    | Pologne   | 5795   |
| 4    | Autriche  | 3642   |
| 5    | Slovénie  | 3223   |
| 6    | Japon     | 2659   |
| 7    | Suisse    | 1031   |
| 8    | Russie    | 455    |
| 9    | Finlande  | 119    |
| 10   | Tchéquie  | 95     |

| Rang | Nom                 | Points |
| ---- | ------------------- | ------ |
| 1    | Kamil Stoch         | 1108.8 |
| 2    | Andreas Wellinger   | 1039.2 |
| 3    | Anders Fannemel     | 1021.3 |
| 4    | Junshirō Kobayashi  | 1021.1 |
| 5    | Robert Johansson    | 1009.4 |
| 6    | Dawid Kubacki       | 1003.0 |
| 7    | Markus Eisenbichler | 993.8  |
| 8    | Daniel-André Tande  | 992.3  |
| 9    | Johann A. Forfang   | 977.4  |
| 10   | Jernej Damjan       | 974.1  |

| Rang | Nom                 | Points |
| ---- | ------------------- | ------ |
| 1    | Kamil Stoch         | 2590.6 |
| 2    | Robert Johansson    | 2553.6 |
| 3    | Andreas Stjernen    | 2508.3 |
| 4    | Stefan Kraft        | 2480.9 |
| 5    | Daniel-André Tande  | 2408.3 |
| 6    | Johann A. Forfang   | 2392.8 |
| 7    | Richard Freitag     | 2333.1 |
| 8    | Dawid Kubacki       | 2286.4 |
| 9    | Markus Eisenbichler | 2194.6 |
| 10   | Peter Prevc         | 2165.9 |

| Rang | Nom                 | Points |
| ---- | ------------------- | ------ |
| 1    | Kamil Stoch         | 657.8  |
| 2    | Johann A. Forfang   | 650.0  |
| 3    | Daniel-André Tande  | 633.5  |
| 4    | Robert Johansson    | 614.2  |
| 5    | Andreas Wellinger   | 607.1  |
| 6    | Dawid Kubacki       | 606.9  |
| 7    | Stefan Hula         | 605.5  |
| 8    | Markus Eisenbichler | 592.4  |
| 9    | Piotr Żyła          | 590.3  |
| 10   | Tilen Bartol        | 584.9  |

| Rang | Nom                 | Points |
| ---- | ------------------- | ------ |
| 1    | Kamil Stoch         | 1538.2 |
| 2    | Johann A. Forfang   | 1528.8 |
| 3    | Robert Johansson    | 1512.5 |
| 4    | Stefan Kraft        | 1477.8 |
| 5    | Richard Freitag     | 1471.7 |
| 6    | Markus Eisenbichler | 1431.8 |
| 7    | Junshirō Kobayashi  | 1428.8 |
| 8    | Andreas Stjernen    | 1414.4 |
| 9    | Ryōyū Kobayashi     | 1413.9 |
| 10   | Stefan Hula         | 1382.0 |

### Femmes
| Rang | Nom                    | Points |
| ---- | ---------------------- | ------ |
| 1    | Maren Lundby           | 1340   |
| 2    | Katharina Althaus      | 928    |
| 3    | Sara Takanashi         | 916    |
| 4    | Yūki Itō               | 661    |
| 5    | Irina Avvakumova       | 575    |
| 6    | Carina Vogt            | 570    |
| 7    | Daniela Iraschko-Stolz | 450    |
| 8    | Chiara Hoelzl          | 428    |
| 9    | Ursa Bogataj           | 386    |
| 10   | Nika Kriznar           | 383    |

| Rang | Nation     | Points |
| ---- | ---------- | ------ |
| 1    | Allemagne  | 2952   |
| 2    | Japon      | 2947   |
| 3    | Norvège    | 2037   |
| 4    | Slovénie   | 1978   |
| 5    | Russie     | 1521   |
| 6    | Autriche   | 1489   |
| 7    | France     | 543    |
| 8    | Italie     | 386    |
| 9    | États-Unis | 164    |
| 10   | Chine      | 121    |

## Calendrier

### Hommes

#### Épreuves individuelles
| Étape                                                                   | Lieu                                            | Tremplin                                        | Date                                            | Vainqueur                                             | Deuxième                                              | Troisième                                             | Leader du Général  |
| 1                                                                       | Wisła                                           | HS 134                                          | 19 novembre 2017                                | Junshiro Kobayashi                                    | Kamil Stoch                                           | Stefan Kraft                                          | Junshiro Kobayashi |
| 2                                                                       | Ruka                                            | HS 142                                          | 26 novembre 2017                                | Jernej Damjan                                         | Johann André Forfang                                  | Andreas Wellinger                                     | Junshiro Kobayashi |
| 3                                                                       | Nijni Taguil                                    | HS 134                                          | 2 décembre 2017                                 | Richard Freitag                                       | Daniel-André Tande                                    | Johann André Forfang                                  | Richard Freitag    |
| 4                                                                       | Nijni Taguil                                    | HS 134                                          | 3 décembre 2017                                 | Andreas Wellinger                                     | Richard Freitag                                       | Stefan Kraft                                          | Richard Freitag    |
| 5                                                                       | Titisee-Neustadt                                | HS 142                                          | 10 décembre 2017                                | Richard Freitag                                       | Andreas Wellinger                                     | Daniel Andre Tande                                    | Richard Freitag    |
| 6                                                                       | Engelberg                                       | HS 140                                          | 16 décembre 2017                                | Anders Fannemel                                       | Richard Freitag                                       | Kamil Stoch                                           | Richard Freitag    |
| 7                                                                       | Engelberg                                       | HS 140                                          | 17 décembre 2017                                | Richard Freitag                                       | Kamil Stoch                                           | Stefan Kraft                                          | Richard Freitag    |
| 66e Tournée des Quatre tremplins (30 décembre 2017 au 6 janvier 2018)   |                                                 |                                                 |                                                 |                                                       |                                                       |                                                       |                    |
| 8                                                                       | Oberstdorf                                      | HS 137                                          | 30 décembre 2017                                | Kamil Stoch                                           | Richard Freitag                                       | Dawid Kubacki                                         | Richard Freitag    |
| 9                                                                       | Garmisch                                        | HS 140                                          | 1er janvier 2018                                | Kamil Stoch                                           | Richard Freitag                                       | Anders Fannemel                                       | Richard Freitag    |
| 10                                                                      | Innsbruck                                       | HS 130                                          | 4 janvier 2018                                  | Kamil Stoch                                           | Daniel-André Tande                                    | Andreas Wellinger                                     | Richard Freitag    |
| 11                                                                      | Bischofshofen                                   | HS 140                                          | 6 janvier 2018                                  | Kamil Stoch                                           | Anders Fannemel                                       | Andreas Wellinger                                     | Kamil Stoch        |
| Tournée des Quatre tremplins - Classement final                         | Tournée des Quatre tremplins - Classement final | Tournée des Quatre tremplins - Classement final | Tournée des Quatre tremplins - Classement final | Kamil Stoch                                           | Andreas Wellinger                                     | Anders Fannemel                                       |                    |
| 12                                                                      | Tauplitz/Bad Mitterndorf                        | HS 235                                          | 13 janvier 2018                                 | Andreas Stjernen                                      | Daniel-André Tande                                    | Simon Ammann                                          | Kamil Stoch        |
| -                                                                       | Tauplitz/Bad Mitterndorf                        | HS 235                                          | 14 janvier 2018                                 | compétition annulée dû aux conditions météorologiques | compétition annulée dû aux conditions météorologiques | compétition annulée dû aux conditions météorologiques | Kamil Stoch        |
| Championnats du monde de vol à ski à Oberstdorf (19 au 21 janvier 2018) |                                                 |                                                 |                                                 |                                                       |                                                       |                                                       |                    |
| 13                                                                      | Zakopane                                        | HS 134                                          | 28 janvier 2018                                 | Anže Semenič                                          | Andreas Wellinger                                     | Peter Prevc                                           | Richard Freitag    |
| 1re édition du Willingen Five (2 au 4 février 2018)                     |                                                 |                                                 |                                                 |                                                       |                                                       |                                                       |                    |
| 14                                                                      | Willingen                                       | HS 145                                          | 3 février 2018                                  | Daniel-André Tande                                    | Richard Freitag                                       | Dawid Kubacki                                         | Richard Freitag    |
| 15                                                                      | Willingen                                       | HS 145                                          | 4 février 2018                                  | Johann André Forfang                                  | Kamil Stoch                                           | Piotr Żyła                                            | Kamil Stoch        |
| Willingen Five - Classement Final                                       | Willingen Five - Classement Final               | Willingen Five - Classement Final               | Willingen Five - Classement Final               | Kamil Stoch                                           | Johann André Forfang                                  | Daniel-André Tande                                    |                    |
| Jeux olympiques d'hiver de 2018 (9 au 25 février 2018)                  |                                                 |                                                 |                                                 |                                                       |                                                       |                                                       |                    |
| JO                                                                      | Pyeongchang*                                    | HS 106                                          | 10 février 2018                                 | Andreas Wellinger                                     | Johann André Forfang                                  | Robert Johansson                                      |                    |
| JO                                                                      | Pyeongchang*                                    | HS 140                                          | 17 février 2018                                 | Kamil Stoch                                           | Andreas Wellinger                                     | Robert Johansson                                      |                    |
| Fin des Jeux olympiques d'hiver 2018                                    |                                                 |                                                 |                                                 |                                                       |                                                       |                                                       |                    |
| 16                                                                      | Lahti                                           | HS 130                                          | 4 mars 2018                                     | Kamil Stoch                                           | Markus Eisenbichler                                   | Stefan Kraft                                          | Kamil Stoch        |
| 2e édition du Raw Air (9 au 18 mars 2018)                               |                                                 |                                                 |                                                 |                                                       |                                                       |                                                       |                    |
| 17                                                                      | Oslo                                            | HS 134                                          | 11 mars 2018                                    | Daniel-André Tande                                    | Stefan Kraft                                          | Michael Hayböck                                       | Kamil Stoch        |
| 18                                                                      | Lillehammer                                     | HS 138                                          | 13 mars 2018                                    | Kamil Stoch                                           | Dawid Kubacki                                         | Robert Johansson                                      | Kamil Stoch        |
| 19                                                                      | Trondheim                                       | HS 138                                          | 15 mars 2018                                    | Kamil Stoch                                           | Stefan Kraft                                          | Robert Johansson                                      | Kamil Stoch        |
| 20                                                                      | Vikersund                                       | HS 240                                          | 18 mars 2018                                    | Robert Johansson                                      | Andreas Stjernen                                      | Daniel-André Tande                                    | Kamil Stoch        |
| Raw Air - Classement Final                                              | Raw Air - Classement Final                      | Raw Air - Classement Final                      | Raw Air - Classement Final                      | Kamil Stoch                                           | Robert Johansson                                      | Andreas Stjernen                                      |                    |
| 1re édition du Planica7 (23 au 25 mars 2018)                            |                                                 |                                                 |                                                 |                                                       |                                                       |                                                       |                    |
| 21                                                                      | Planica                                         | HS 240                                          | 23 mars 2018                                    | Kamil Stoch                                           | Johann André Forfang                                  | Stefan Kraft                                          | Kamil Stoch        |
| 22                                                                      | Planica                                         | HS 240                                          | 25 mars 2018                                    | Kamil Stoch                                           | Stefan Kraft                                          | Daniel-André Tande                                    | Kamil Stoch        |
| Planica7 - Classement Final                                             | Planica7 - Classement Final                     | Planica7 - Classement Final                     | Planica7 - Classement Final                     | Kamil Stoch                                           | Johann André Forfang                                  | Robert Johansson                                      |                    |

* Les épreuves des Jeux Olympiques ne rapportent pas de points au classement

#### Épreuves par équipes
| Étape                                                  | Lieu             | Tremplin | Date             | Vainqueurs                                                                               | Deuxièmes | Troisièmes                                                                                |
| ------------------------------------------------------ | ---------------- | -------- | ---------------- | ---------------------------------------------------------------------------------------- | --- | ----------------------------------------------------------------------------------------- |
| 1                                                      | Wisła            | HS 134   | 18 novembre 2017 | Norvège - Johann André Forfang - Anders Fannemel - Daniel-André Tande - Robert Johansson | Autriche - Daniel Huber - Clemens Aigner - Michael Hayböck - Stefan Kraft Pologne - Piotr Żyła - Dawid Kubacki - Maciej Kot - Kamil Stoch |                                                                                           |
| 2                                                      | Ruka             | HS 142   | 25 novembre 2017 | Norvège - Robert Johansson - Anders Fannemel - Daniel-André Tande - Johann André Forfang | Allemagne - Markus Eisenbichler - Pius Paschke - Andreas Wellinger - Richard Freitag                                                      | Japon - Taku Takeuchi - Ryoyu Kobayashi - Noriaki Kasai - Junshiro Kobayashi              |
| 3                                                      | Titisee-Neustadt | HS 142   | 9 décembre 2017  | Norvège - Robert Johansson - Daniel-André Tande - Anders Fannemel - Johann André Forfang | Pologne - Piotr Żyła - Maciej Kot - Dawid Kubacki - Kamil Stoch                                                                           | Allemagne - Markus Eisenbichler - Karl Geiger - Andreas Wellinger - Richard Freitag       |
| 4                                                      | Zakopane         | HS 134   | 27 janvier 2018  | Pologne - Maciej Kot - Stefan Hula - Dawid Kubacki - Kamil Stoch                         | Allemagne - Markus Eisenbichler - Stephan Leyhe - Andreas Wellinger - Richard Freitag                                                     | Norvège - Anders Fannemel - Johann André Forfang - Marius Lindvik - Andreas Stjernen      |
| Jeux olympiques d'hiver de 2018 (9 au 25 février 2018) |                  |          |                  |                                                                                          | |                                                                                           |
| JO                                                     | Pyeongchang*     | HS 140   | 15 février 2018  | Norvège - Daniel-André Tande                                                             | Allemagne - Richard Freitag - Karl Geiger - Stephan Leyhe - Andreas Wellinger                                                             | Pologne - Stefan Hula - Maciej Kot - Dawid Kubacki - Kamil Stoch                          |
| Fin des Jeux olympiques d'hiver 2018                   |                  |          |                  |                                                                                          | |                                                                                           |
| 5                                                      | Lahti            | HS 130   | 3 mars 2018      | Allemagne - Karl Geiger - Markus Eisenbichler - Richard Freitag - Andreas Wellinger      | Pologne - Maciej Kot - Stefan Hula - Dawid Kubacki - Kamil Stoch                                                                          | Norvège - Andreas Stjernen - Daniel-André Tande - Johann André Forfang - Robert Johansson |
| 2e édition du Raw Air (9 au 18 mars 2018)              |                  |          |                  |                                                                                          | |                                                                                           |
| 6                                                      | Oslo             | HS 134   | 10 mars 2018     | Norvège - Robert Johansson                                                               | Pologne - Maciej Kot - Stefan Hula - Dawid Kubacki - Kamil Stoch                                                                          | Autriche - Gregor Schlierenzauer - Clemens Aigner - Michael Hayböck - Stefan Kraft        |
| 7                                                      | Vikersund        | HS 240   | 17 mars 2018     | Norvège - Robert Johansson                                                               | Pologne - Piotr Zyla - Stefan Hula - Dawid Kubacki - Kamil Stoch                                                                          | Slovénie - Domen Prevc - Jernej Damjan - Tilen Bartol - Peter Prevc                       |
| Fin du Raw Air 2018                                    |                  |          |                  |                                                                                          | |                                                                                           |
| 1re édition du Planica7 (22 au 25 mars 2018)           |                  |          |                  |                                                                                          | |                                                                                           |
| 8                                                      | Planica          | HS 240   | 24 mars 2018     | Norvège - Johann André Forfang                                                           | Allemagne - Markus Eisenbichler - Stephan Leyhe - Andreas Wellinger - Richard Freitag                                                     | Slovénie - Domen Prevc - Robert Kranjec - Anze Semenic - Peter Prevc                      |
| Fin du Planica7 2018                                   |                  |          |                  |                                                                                          | |                                                                                           |

* L'épreuve lors des Jeux Olympiques ne rapporte pas de points au classement

### Femmes

#### Épreuves individuelles
| Étape | Lieu         | Tremplin | Date              | Vainqueur                           | Deuxième                            | Troisième                           | Leader du Général              |
| 1     | Lillehammer  | HS 98    | 1er décembre 2017 | Maren Lundby                        | Katharina Althaus                   | Carina Vogt                         | Maren Lundby                   |
| 2     | Lillehammer  | HS 98    | 2 décembre 2017   | Katharina Althaus                   | Maren Lundby                        | Yūki Itō                            | Katharina Althaus Maren Lundby |
| 3     | Lillehammer  | HS 138   | 3 décembre 2017   | Katharina Althaus                   | Maren Lundby                        | Sara Takanashi                      | Katharina Althaus              |
| 4     | Hinterzarten | HS 108   | 17 décembre 2017  | Maren Lundby                        | Katharina Althaus                   | Sara Takanashi                      | Maren Lundby Katharina Althaus |
| —     | Rasnov       | HS 97    | 6 janvier 2018    | annulé en raison du manque de neige | annulé en raison du manque de neige | annulé en raison du manque de neige |                                |
| —     | Rasnov       | HS 97    | 7 janvier 2017    | annulé en raison du manque de neige | annulé en raison du manque de neige | annulé en raison du manque de neige |                                |
| 5     | Sapporo      | HS 100   | 13 janvier 2018   | Maren Lundby                        | Katharina Althaus                   | Sara Takanashi                      | Maren Lundby                   |
| 6     | Sapporo      | HS 100   | 14 janvier 2018   | Maren Lundby                        | Sara Takanashi                      | Katharina Althaus                   | Maren Lundby                   |
| 7     | Zaō          | HS 102   | 19 janvier 2018   | Maren Lundby                        | Chiara Hoelzl                       | Irina Avvakumova                    | Maren Lundby                   |
| 8     | Zaō          | HS 102   | 21 janvier 2018   | Maren Lundby                        | Yūki Itō                            | Sara Takanashi                      | Maren Lundby                   |
| 9     | Ljubno       | HS 100   | 27 janvier 2018   | Maren Lundby                        | Katharina Althaus                   | Sara Takanashi                      | Maren Lundby                   |
| 10    | Ljubno       | HS 100   | 28 janvier 2018   | Daniela Iraschko-Stolz              | Maren Lundby                        | Katharina Althaus                   | Maren Lundby                   |
| —     | Hinzenbach   | HS 90    | 3 février 2018    | annulé en raison du manque de neige | annulé en raison du manque de neige | annulé en raison du manque de neige |                                |
| —     | Hinzenbach   | HS 90    | 4 février 2018    | annulé en raison du manque de neige | annulé en raison du manque de neige | annulé en raison du manque de neige |                                |
| 11    | Rasnov       | HS 97    | 3 mars 2018       | Katharina Althaus                   | Maren Lundby                        | Carina Vogt                         | Maren Lundby                   |
| 12    | Rasnov       | HS 97    | 4 mars 2018       | Maren Lundby                        | Katharina Althaus                   | Nika Križnar                        | Maren Lundby                   |
| 13    | Oslo         | HS 134   | 11 mars 2018      | Maren Lundby                        | Daniela Iraschko-Stolz              | Yūki Itō                            | Maren Lundby                   |
| 14    | Oberstdorf   | HS 106   | 24 mars 2018      | Sara Takanashi                      | Daniela Iraschko-Stolz              | Maren Lundby                        | Maren Lundby                   |
| 15    | Oberstdorf   | HS 106   | 25 mars 2018      | Sara Takanashi                      | Daniela Iraschko-Stolz              | Maren Lundby                        | Maren Lundby                   |

#### Épreuves par équipes
| Étape | Lieu         | Tremplin | Date             | Vainqueurs                                                     | Deuxièmes                                                                                 | Troisièmes                                                                                |
| ----- | ------------ | -------- | ---------------- | -------------------------------------------------------------- | ----------------------------------------------------------------------------------------- | ----------------------------------------------------------------------------------------- |
| 1     | Hinterzarten | HS 180   | 16 décembre 2017 | Japon - Yūki Itō - Kaori Iwabuchi - Yūka Setō - Sara Takanashi | Russie - Anastasiya Barannikova - Aleksandra Kustova - Sofia Tikhonova - Irina Avvakumova | France - Léa Lemare - Julia Clair - Romane Dieu - Lucile Morat                            |
| 2     | Zaō          | HS 102   | 20 janvier 2018  | Japon - Kaori Iwabuchi - Yūka Setō - Yūki Itō - Sara Takanashi | Slovénie - Ursa Bogataj - Spela Rogelj - Ema Klinec - Nika Kriznar                        | Russie - Anastasiya Barannikova - Aleksandra Kustova - Sofia Tikhonova - Irina Avvakumova |